# Skogsgrynsnäcka
Skogsgrynsnäcka (Vertigo ronnebyensis) är en snäckart som först beskrevs av Westerlund 1871.  Skogsgrynsnäcka ingår i släktet Vertigo, och familjen grynsnäckor. IUCN kategoriserar arten globalt som livskraftig. Arten är reproducerande i Sverige.